# لوحات تسجيل المركبات في السودان

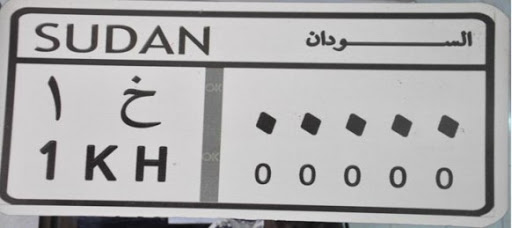
نموذج لوحة تسجيل مركبات في السودان معروضة في مصنع لوحات وعلامات المرور

لوحات تسجيل المركبات السودانية، هي لوحات معدنية مصنوعة من شريحة رقيقة من الألمونيوم وأكثرمايميزها أنها مغطاة بطبقة بلاستيكية لاصقة عاكسة للضوء كما يضاف لها شريط هولوجرام لتأمينها أما الآن فإستبدل الشريط بعباره (جمهورية السودان) بطباعة بارزة أثبتت فاعلية تأمين أكبر، تستخدم لوحات تسجيل المركبات لأغراض تحديد الهوية الرسمية للسيارات في السودان، ويتم طلاء الأرقام والأحرف البارزة بطلاء جاف بعد تعريضه لدرجة حراره عالية لتلتصق، تطلب الحكومة السودانية من سائقي السيارات في السودان بتسجيل سياراتهم وعرض لوحات تسجيل المركبات.

لوحات المركبات الملاكي عبر التاريخ في السودان

## مصنع لوحات وعلامات المرور
يتم تصنيع لوحات تسجيل المركبات في السودان بصورة رسمية وحصرية في مصنع لوحات وعلامات المرور، تأسس المصنع في العام 1982م وبدأ كورشة لإنتاج اللوحات كان يعرف وقتها باسم: ورشة أرقام السيارات، وكانت اللوحات تصنع في المسبك المركزي على لوحة من الصاج وتجمع بميدان الترخيص شرق استاد الخرطوم، تطور العمل بالمصنع وتعددت أقسامه ليضاف اليه صناعة العلامات المرورية وفق المواصفات العالمية.

### أول لوحة مركبة من إنتاج المصنع[3]

جزء من لوحات المركبات الحكومية والتابعة للهيئات والمنظمات عبر التاريخ

تم تسليم أول لوحة في يوم 1/1/1984م، وتم تصنيعها بماكينات تم إستجلابها من ألمانيا تقوم بضغط الأرقام على شريحة من الألمونيوم بمقاس10x49 سم ومن ثم طلاء الأرقام البارزة وذلك لأول مرة بالسودان وكان هذا في ذلك الوقت ثورة في صناعة أرقام السيارات في البلاد.

### مشروع استبدال اللوحات
في العام 2000م بدأ العمل في مشروع استبدال اللوحات القديمة بالمقاس الجديد 16x32سم، كي تصبح لوحات السيارات في السودان مطابقة للمواصفات العالمية، التي تتكون من شريحة من الألمونيوم بخلفية عاكسة للضوء وأرقام بارزة مطلية بطلاء حرارى وذلك بعد ان أستجلبت أحدث ماكينات طباعة الأرقام من ألمانيا، وفي العام 2009م وتطبيقا لقرار مجلس وزراء الداخلية العرب لتوحيد لوحات المركبات بالدول العربية تم تعديل محتوي اللوحة المرورية لتشمل اسم أو رمز الدولة باللغة العربية والإنجليزية وارقام اللوحة باللغة العربية والإنجليزية وهي اللوحات المعمول بها حاليا.

## تقسيم لوحات تسجيل المركبات في السودان[4]
تقسم لوحات تسجيل المركبات في السودان إلى ثمانية مجموعات:
1. ملاكى
2. تجارى
3. شرطة
4. حكومى
5. إستثمار
6. مواتر
7. هيئات دبلوماسية
8. منظمات

## قانون لوحات تسجيل المركبات في السودان[5]
حسب نص المادة 14 - 1 من قانون المرور السوداني، أنه من الواجب ان تحمل كل مركبة مرخصة لوحتين ويجب وضعها في مكان ظاهرعلى المركبة ويجب وضعها في مكانها المناسب في مقدمة ومؤخرة المركبة ولا يسمح بتركيب لوحات مركبة لمركبة أخرى وتلزم شرطة المرور السودانية قائدي المركبات بعدم تركيب لوحات غير واضحة المعالم، ولهذا لا تستعمل السوائل الحارقة والأسطح الخشنة لنظافة اللوحات ولا يسمح بتركيب لوحات تم تصنيعها أو كتابتها بواسطة جهة أخرى غيرمصنع لوحات وعلامات المرور، ويعرض عدم الالتزام بهذا القانون للمخالفة والمحاسبة القانونية، ويجب التبليغ عند فقدان أي من لوحات المركبة.